# Фрател
Фрател (порт. Fratel; МФА: [fɾɐ.ˈtɛɫ]) — парафія в Португалії, у муніципалітеті Віла-Веля-де-Родан. Розташована в східній частині країни, на теренах історичної португальської провінції Бейра. Входить до складу округу Каштелу-Бранку. За адміністративним поділом, чинним до 1976 року, терени парафії були складовою провінції Нижня Бейра. Належить до Порталегрівсько-Каштелу-Бранківської діоцезії Католицької церкви. Патрон — святий Петро. Площа — 97,8438 км². Населення — 608 ос. (2011). Слабо урбанізований регіон. Густота населення — 6,21 осіб/км²
. Код — 051101.

## Населення
| Кількість мешканців | Кількість мешканців | Кількість мешканців | Кількість мешканців | Кількість мешканців | Кількість мешканців | Кількість мешканців | Кількість мешканців | Кількість мешканців | Кількість мешканців | Кількість мешканців | Кількість мешканців | Кількість мешканців | Кількість мешканців | Кількість мешканців |
| ------------------- | ------------------- | ------------------- | ------------------- | ------------------- | ------------------- | ------------------- | ------------------- | ------------------- | ------------------- | ------------------- | ------------------- | ------------------- | ------------------- | ------------------- |
| 1864                | 1878                | 1890                | 1900                | 1911                | 1920                | 1930                | 1940                | 1950                | 1960                | 1970                | 1981                | 1991                | 2001                | 2011                |
| 1 790               | 2 037               | 2 123               | 2 280               | 2 469               | 2 319               | 2 660               | 2 836               | 2 838               | 2 292               | 1 843               | 1 221               | 945                 | 760                 | 608                 |